# 제이슨 프리디
제이슨 오빌 프리디(Jason Orville Pridie, 1983년 10월 9일 ~ )는 미국의 야구 선수이자, 전 일본 프로 야구 히로시마 도요 카프의 외야수이다.

## SK 입단 무산
2014년 시즌 이후 SK 와이번스와 계약 체결 직전까지 갔으나  약물 복용으로 인한 징계 전력과 SK가 내야수가 필요한 것이 겹쳐 결국 계약이 무산되었다.
1. ↑  김재호 특파원 (2015년 10월 20일). “토론토, 양손 투수 밴디트 영입...바니 지명할당”. MK스포츠. 2022년 7월 12일에 확인함.